# 297e division d'infanterie
La  297e division d'infanterie (en allemand : 297. Infanterie-Division ou 297. ID) est une des divisions d'infanterie de l'armée allemande (Wehrmacht) durant la Seconde Guerre mondiale.

## Historique
La 297e division d'infanterie est formée le 31 janvier 1940 dans le secteur de Bruck dans le Wehrkreis XVII en tant qu'élément de la 8. Welle (8e vague de mobilisation).
Elle prend part aux opérations sur le Front de l'Ouest avec la campagne de Belgique et de France. Elle atteint le secteur de Creil-Senlis et de Compiègne.
Elle est transférée sur le Front de l'Est en juin 1941 pour prendre part à l'opération Barbarossa avec l'Heeresgruppe Sud.
Elle participe à divers combats à Tcherkassy, Meretz, Tchougouïev et enfin à Stalingrad. Installée dans les faubourgs sud de la ville, elle couvre les flancs de la 6e armée allemande et fait face à la 64e armée soviétique dont elle repousse plusieurs assauts de septembre 1942 à janvier 1943. Lors de la reconquête de la ville par les soviétiques, l'opération Koltso, elle se trouve isolée au sud de Stalingrad et se rend le 25 janvier 1943, quelques jours avant la capitulation de l'ensemble de la 6e armée.
Elle est reformée en avril 1943 en Serbie et prend part aux opérations anti-partisans en Croatie.
Au moment de la fin de la guerre, elle est en Yougoslavie dans le secteur de Zagreb où elle capturé par l'armée de Josip Broz Tito.

## Organisation

### Commandants
| Date                              | Grade                  | Commandant                |
| --------------------------------- | ---------------------- | ------------------------- |
| 5 avril 1940 - 16 janvier 1943    | General der Artillerie | Max Pfeffer               |
| 16 janvier 1943 - 25 janvier 1943 | Generalmajor           | Moritz von Drebber        |
| Reformation                       |                        |                           |
| 1er avril 1943 - 17 février 1944  | Generalleutnant        | Friedrich-Wilhelm Deutsch |
| 17 février 1944 - 26 octobre 1944 | Generalleutnant        | Otto Gullmann             |
| 26 octobre 1944 - 8 mai 1945      | Generalleutnant        | Albrecht Baier            |

### Officiers d'opérations (Generalstabsoffiziere (Ia))
| Date                                | Grade               | Commandant           |
| ----------------------------------- | ------------------- | -------------------- |
| 8 février 1940 - Octobre 1940       | Major i.G.          | Heinz Brandt         |
| 20 octobre 1940 - 15 août 1941      | Oberstleutnant i.G. | Karl-Theodor Koerner |
| 17 octobre 1941 - 18 septembre 1942 | Oberstleutnant i.G. | Walter Nagel         |
| ? - 25 janvier 1943                 | Oberstleutnanti.G.  | Arthur Weber         |
| Reformation                         |                     |                      |
| Avril 1943 - 10 septembre 1943      | Oberstleutnant i.G. | Hans-Georg Eismann   |
| 10 septembre 1943 - 20 janvier 1945 | Oberstleutnant i.G. | Heinz Toop           |
| 20 janvier 1945 - ? 1945            | Oberstleutnant i.G. | Wilfried von Sobbe   |

## Théâtres d'opérations
- Allemagne : Avril 1940 - Juillet 1941
- Front de l'Est secteur Sud : Juillet 1941 - Octobre 1942
- Stalingrad : Octobre 1942 - Janvier 1943
- France : Avril 1943 - Juin 1943
- Serbie : Juin 1943 - Septembre 1943
- Albanie : Septembre 1943 - Septembre 1944
- Monténégro et Balkans : Septembre 1944 - Mai 1945

## Ordres de bataille
1940
- Infanterie-Regiment 522
- Infanterie-Regiment 523
- Infanterie-Regiment 524
- Artillerie-Regiment 297
- Panzerabwehr-Abteilung 297
- Pionier-Bataillon 297
- Infanterie-Divisions-Nachrichten-Abteilung 297
- Infanterie-Divisions-Nachschubtruppen 297

1943
- Grenadier-Regiment 522
- Grenadier-Regiment 523
- Grenadier-Regiment 524
- Divisions-Füsilier-Bataillon 297
- Artillerie-Regiment 297
  - I. Abteilung
  - II. Abteilung
  - III. Abteilung
  - IV. Abteilung
- Feldersatz-Bataillon 297
- Panzerjäger-Abteilung 297
- Pionier-Bataillon 297
- Infanterie-Divisions-Nachrichten-Abteilung 297
- Infanterie-Divisions-Nachschubtruppen 297

## Décorations
Certains membres de cette division se sont fait décorer pour faits d'armes :
- Agrafe de la liste d'honneur
  - 7
- Croix allemande
  - en Or : 45
- Croix de chevalier de la Croix de fer
  - 10 (dont 1 non officielle)